# Phyllalia ziczac
Phyllalia ziczac är en fjärilsart som beskrevs av Embrik Strand 1911. Phyllalia ziczac ingår i släktet Phyllalia och familjen Eupterotidae. Inga underarter finns listade i Catalogue of Life.